# Olympische Jugend-Winterspiele 2020/Teilnehmer (China)
| Gelbes Symbol für Goldmedaillen mit stilisierten Olympischen Ringen | Graues Symbol für Silbermedaillen mit stilisierten Olympischen Ringen | Braundes Symbol für Bronzemedaillen mit stilisierten Olympischen Ringen |
| ------------------------------------------------------------------- | --------------------------------------------------------------------- | ----------------------------------------------------------------------- |
| 3                                                                   | 3                                                                     | 4                                                                       |

Die Volksrepublik China nahm an den Olympischen Jugend-Winterspielen 2020 im Schweizerischen Lausanne mit 52 Athleten (28 Mädchen und 24 Jungen) in 14 Sportarten teil.

## Medaillen

### Medaillenspiegel
| Rang   | Sportart         | Gold | Silber | Bronze | Gesamt |
| ------ | ---------------- | ---- | ------ | ------ | ------ |
| 1      | Freestyle-Skiing | 2    | 2      | —      | 4      |
| 2      | Eisschnelllauf   | 1    | 1      | 2      | 4      |
| 3      | Shorttrack       | —    | —      | 2      | 2      |
| Gesamt | Gesamt           | 3    | 3      | 4      | 10     |

### Medaillengewinner
| Name/n         | Sportart         | Wettkampf           |
| -------------- | ---------------- | ------------------- |
| Gold           |                  |                     |
| Eileen Gu      | Freestyle-Skiing | Big Air             |
| Eileen Gu      | Freestyle-Skiing | Halfpipe            |
| Yang Binyu     | Eisschnelllauf   | Massenstart         |
| Silber         |                  |                     |
| Wang Jingyi    | Eisschnelllauf   | 500 m               |
| Eileen Gu      | Freestyle-Skiing | Slopestyle          |
| Li Fanghui     | Freestyle-Skiing | Halfpipe            |
| Zhang Xinyue 1 | Eishockey        | 3×3 Turnier Mädchen |
| Bronze         |                  |                     |
| Xue Zhiwen     | Eisschnelllauf   | 500 m               |
| Yang Binyu     | Eisschnelllauf   | 1500 m              |
| Li Kongchao    | Shorttrack       | 1000 m              |
| Zhang Tianyi   | Shorttrack       | 500 m               |
| Pei Junhang 1  | Curling          | Mixed Doppel        |

## Teilnehmer nach Sportarten

### Biathlon
| Athleten                 | Wettbewerbe          | Zeit        | Fehler       | Rang |
| ------------------------ | -------------------- | ----------- | ------------ | ---- |
| Jungen                   |                      |             |              |      |
| Gou Zhendong             | 7,5 km Sprint        | 23:00,8 min | 6 (1+5)      | 59   |
| Gou Zhendong             | 12 km Einzel         | 42:32,2 min | 10 (4+1+4+1) | 74   |
| Liu Zhaoyu               | 7,5 km Sprint        | 23:03,9 min | 3 (1+2)      | 60   |
| Liu Zhaoyu               | 12 km Einzel         | 43:50,1 min | 9 (4+0+3+2)  | 83   |
| Shi Yuanyuan             | 7,5 km Sprint        | 22:52,5 min | 4 (0+4)      | 57   |
| Shi Yuanyuan             | 12 km Einzel         | 39:32,2 min | 6 (2+1+2+1)  | 44   |
| Mädchen                  |                      |             |              |      |
| Ding Yuhuan              | 6 km Sprint          | 20:43,8 min | 4 (3+1)      | 34   |
| Ding Yuhuan              | 10 km Einzel         | 37:43,8 min | 6 (1+2+2+1)  | 30   |
| Mixed                    |                      |             |              |      |
| Ding Yuhuan Gou Zhendong | Single Mixed-Staffel | 46:10,7 min | 3+9 4+9      | 17   |

### Curling
| Wettbewerb    | Mixed-Team                                                         |
| ------------- | ------------------------------------------------------------------ |
| Athleten      | Zhang Likun Liu Tong Zhai Zhixin Pei Junhang                       |
| Vorrunde      | Schweiz 3:5 Brasilien 14:1 Ungarn 3:2 Deutschland 6:7 Dänemark 3:9 |
| Viertelfinale | ausgeschieden                                                      |
| Halbfinale    |                                                                    |
| Finale        |                                                                    |
| Platzierung   | 9                                                                  |

Im Mixed-Doppel, kam der Partner immer aus einem anderen Land, somit spielten nur gemischte Mannschaften in diesem Wettbewerb mit.
| Athleten                    | Wettbewerb   | 1. Runde                           | 1. Runde | 2. Runde                                 | 2. Runde | 3. Runde                        | 3. Runde      | 4. Runde                       | 4. Runde      | Halbfinale                     | Halbfinale    | Finale/Platz 3                   | Finale/Platz 3 | Rang   |
| Athleten                    | Wettbewerb   | Gegner                             | Erg      | Gegner                                   | Erg      | Gegner                          | Erg           | Gegner                         | Erg           | Gegner                         | Erg           | Gegner                           | Erg            | Rang   |
| --------------------------- | ------------ | ---------------------------------- | -------- | ---------------------------------------- | -------- | ------------------------------- | ------------- | ------------------------------ | ------------- | ------------------------------ | ------------- | -------------------------------- | -------------- | ------ |
| Mixed                       |              |                                    |          |                                          |          |                                 |               |                                |               |                                |               |                                  |                |        |
| Karolina Jensen Zhai Zhixin | Mixed Doppel | Ingeborg Forbregd Ričards Vonda    | 10:5     | Mina Kobayashi Leo Tuaz                  | 7:8      | ausgeschieden                   | ausgeschieden | ausgeschieden                  | ausgeschieden | ausgeschieden                  | ausgeschieden | ausgeschieden                    | ausgeschieden  | 13     |
| Liu Tong Selahattin Eser    | Mixed Doppel | Ana Vázquez Jan Iseli              | 12:7     | Laura Nagy Nathan Young                  | 4:7      | ausgeschieden                   | ausgeschieden | ausgeschieden                  | ausgeschieden | ausgeschieden                  | ausgeschieden | ausgeschieden                    | ausgeschieden  | 13     |
| Monika Wosińska Zhang Likun | Mixed Doppel | Zoe Harman Merlin Gros-Soubzmaigne | 8:2      | Walerija Denissenko Eduards Seļiverstovs | 7:3      | Kristyna Farková Axel Landelius | 5:4           | Chana Beitone Nikolai Lyssakow | 4:14          | ausgeschieden                  | ausgeschieden | ausgeschieden                    | ausgeschieden  | 5      |
| Pei Junhang Vít Chabičovský | Mixed Doppel | Linda Joó Simone Piffer            | 9:6      | Nilla Hallström Dominik Szmidt           | 12:3     | Liza Gregori Maximilian Winz    | 8:2           | Maelle Vergnaud Grunde Buraas  | 7:3           | Chana Beitone Nikolai Lyssakow | 5:10          | Platz 3: Mina Kobayashi Leo Tuaz | 7:3            | Bronze |

### Eishockey
Im 3×3 Eishockey spielten die Athleten in gemischten Mannschaften.
| Mannschaft     | Athleten | Vorrunde       | Vorrunde  | Halbfinale    | Halbfinale    | Finale/Spiel um Bronze        | Finale/Spiel um Bronze | Rang   |
| Mannschaft     | Athleten | Gegner         | Ergebnis  | Gegner        | Ergebnis      | Gegner                        | Ergebnis               | Rang   |
| -------------- | --- | -------------- | --------- | ------------- | ------------- | ----------------------------- | ---------------------- | ------ |
| Jungen         | |                |           |               |               |                               |                        |        |
| _ Team Schwarz | Ruben Esposito Lukas Floriantschitz Kerem Alsan Jaroslaw Labutkin Yu Jiacong Corné van Stuijvenberg Wataru Suzuki Adam Sýkora Dominik Pavlata Linas Dėdinas Daniil Karpowitsch Kalle Varis Matthias Rindone           | _ Team Braun   | 7:6       | _ Team Grün   | 3:7           | Spiel um Bronze: _ Team Braun | 5:6                    | 4      |
| _ Team Schwarz | Ruben Esposito Lukas Floriantschitz Kerem Alsan Jaroslaw Labutkin Yu Jiacong Corné van Stuijvenberg Wataru Suzuki Adam Sýkora Dominik Pavlata Linas Dėdinas Daniil Karpowitsch Kalle Varis Matthias Rindone           | _ Team Rot     | 5:4       | _ Team Grün   | 3:7           | Spiel um Bronze: _ Team Braun | 5:6                    | 4      |
| _ Team Schwarz | Ruben Esposito Lukas Floriantschitz Kerem Alsan Jaroslaw Labutkin Yu Jiacong Corné van Stuijvenberg Wataru Suzuki Adam Sýkora Dominik Pavlata Linas Dėdinas Daniil Karpowitsch Kalle Varis Matthias Rindone           | _ Team Blau    | 4:8       | _ Team Grün   | 3:7           | Spiel um Bronze: _ Team Braun | 5:6                    | 4      |
| _ Team Schwarz | Ruben Esposito Lukas Floriantschitz Kerem Alsan Jaroslaw Labutkin Yu Jiacong Corné van Stuijvenberg Wataru Suzuki Adam Sýkora Dominik Pavlata Linas Dėdinas Daniil Karpowitsch Kalle Varis Matthias Rindone           | _ Team Gelb    | 7:2       | _ Team Grün   | 3:7           | Spiel um Bronze: _ Team Braun | 5:6                    | 4      |
| _ Team Schwarz | Ruben Esposito Lukas Floriantschitz Kerem Alsan Jaroslaw Labutkin Yu Jiacong Corné van Stuijvenberg Wataru Suzuki Adam Sýkora Dominik Pavlata Linas Dėdinas Daniil Karpowitsch Kalle Varis Matthias Rindone           | _ Team Orange  | 8:14      | _ Team Grün   | 3:7           | Spiel um Bronze: _ Team Braun | 5:6                    | 4      |
| _ Team Schwarz | Ruben Esposito Lukas Floriantschitz Kerem Alsan Jaroslaw Labutkin Yu Jiacong Corné van Stuijvenberg Wataru Suzuki Adam Sýkora Dominik Pavlata Linas Dėdinas Daniil Karpowitsch Kalle Varis Matthias Rindone           | _ Team Grau    | 16:8      | _ Team Grün   | 3:7           | Spiel um Bronze: _ Team Braun | 5:6                    | 4      |
| _ Team Schwarz | Ruben Esposito Lukas Floriantschitz Kerem Alsan Jaroslaw Labutkin Yu Jiacong Corné van Stuijvenberg Wataru Suzuki Adam Sýkora Dominik Pavlata Linas Dėdinas Daniil Karpowitsch Kalle Varis Matthias Rindone           | _ Team Grün    | 6:4       | _ Team Grün   | 3:7           | Spiel um Bronze: _ Team Braun | 5:6                    | 4      |
| Mädchen        | |                |           |               |               |                               |                        |        |
| _ Team Grau    | Siria Dore Valentina Vrhoci Lina Meijer Emilia Munteanu Ilary Larese De Pasqua Zhang Shuqi Markéta Mazancová Jekaterina Dawletschina Ebony Brunt Lee Eun-ji Dorottya Gengeliczky Sofie van Dueren Jeļizaveta Stadņika | _ Team Blau    | 9:8       | ausgeschieden | ausgeschieden | ausgeschieden                 | ausgeschieden          | 6      |
| _ Team Grau    | Siria Dore Valentina Vrhoci Lina Meijer Emilia Munteanu Ilary Larese De Pasqua Zhang Shuqi Markéta Mazancová Jekaterina Dawletschina Ebony Brunt Lee Eun-ji Dorottya Gengeliczky Sofie van Dueren Jeļizaveta Stadņika | _ Team Gelb    | 11:8      | ausgeschieden | ausgeschieden | ausgeschieden                 | ausgeschieden          | 6      |
| _ Team Grau    | Siria Dore Valentina Vrhoci Lina Meijer Emilia Munteanu Ilary Larese De Pasqua Zhang Shuqi Markéta Mazancová Jekaterina Dawletschina Ebony Brunt Lee Eun-ji Dorottya Gengeliczky Sofie van Dueren Jeļizaveta Stadņika | _ Team Braun   | 6:16      | ausgeschieden | ausgeschieden | ausgeschieden                 | ausgeschieden          | 6      |
| _ Team Grau    | Siria Dore Valentina Vrhoci Lina Meijer Emilia Munteanu Ilary Larese De Pasqua Zhang Shuqi Markéta Mazancová Jekaterina Dawletschina Ebony Brunt Lee Eun-ji Dorottya Gengeliczky Sofie van Dueren Jeļizaveta Stadņika | _ Team Rot     | 13:9      | ausgeschieden | ausgeschieden | ausgeschieden                 | ausgeschieden          | 6      |
| _ Team Grau    | Siria Dore Valentina Vrhoci Lina Meijer Emilia Munteanu Ilary Larese De Pasqua Zhang Shuqi Markéta Mazancová Jekaterina Dawletschina Ebony Brunt Lee Eun-ji Dorottya Gengeliczky Sofie van Dueren Jeļizaveta Stadņika | _ Team Grün    | 6:14      | ausgeschieden | ausgeschieden | ausgeschieden                 | ausgeschieden          | 6      |
| _ Team Grau    | Siria Dore Valentina Vrhoci Lina Meijer Emilia Munteanu Ilary Larese De Pasqua Zhang Shuqi Markéta Mazancová Jekaterina Dawletschina Ebony Brunt Lee Eun-ji Dorottya Gengeliczky Sofie van Dueren Jeļizaveta Stadņika | _ Team Schwarz | 8:16      | ausgeschieden | ausgeschieden | ausgeschieden                 | ausgeschieden          | 6      |
| _ Team Grau    | Siria Dore Valentina Vrhoci Lina Meijer Emilia Munteanu Ilary Larese De Pasqua Zhang Shuqi Markéta Mazancová Jekaterina Dawletschina Ebony Brunt Lee Eun-ji Dorottya Gengeliczky Sofie van Dueren Jeļizaveta Stadņika | _ Team Orange  | 5:2       | ausgeschieden | ausgeschieden | ausgeschieden                 | ausgeschieden          | 6      |
| _ Team Orange  | Polina Lubenez Wang Meihe Sanne Claessens Saskia Rohregger Isabel Walberg Molly Lukowiak Yoo Seo-young Nadia Sancha Sena Hasegawa Dóra Véghelyi Emma Hofbauer Julija Wolkowa Kristina Chernova                        | _ Team Rot     | 8:6       | ausgeschieden | ausgeschieden | ausgeschieden                 | ausgeschieden          | 8      |
| _ Team Orange  | Polina Lubenez Wang Meihe Sanne Claessens Saskia Rohregger Isabel Walberg Molly Lukowiak Yoo Seo-young Nadia Sancha Sena Hasegawa Dóra Véghelyi Emma Hofbauer Julija Wolkowa Kristina Chernova                        | _ Team Blau    | 12:1      | ausgeschieden | ausgeschieden | ausgeschieden                 | ausgeschieden          | 8      |
| _ Team Orange  | Polina Lubenez Wang Meihe Sanne Claessens Saskia Rohregger Isabel Walberg Molly Lukowiak Yoo Seo-young Nadia Sancha Sena Hasegawa Dóra Véghelyi Emma Hofbauer Julija Wolkowa Kristina Chernova                        | _ Team Gelb    | 4:9       | ausgeschieden | ausgeschieden | ausgeschieden                 | ausgeschieden          | 8      |
| _ Team Orange  | Polina Lubenez Wang Meihe Sanne Claessens Saskia Rohregger Isabel Walberg Molly Lukowiak Yoo Seo-young Nadia Sancha Sena Hasegawa Dóra Véghelyi Emma Hofbauer Julija Wolkowa Kristina Chernova                        | _ Team Braun   | 10:14     | ausgeschieden | ausgeschieden | ausgeschieden                 | ausgeschieden          | 8      |
| _ Team Orange  | Polina Lubenez Wang Meihe Sanne Claessens Saskia Rohregger Isabel Walberg Molly Lukowiak Yoo Seo-young Nadia Sancha Sena Hasegawa Dóra Véghelyi Emma Hofbauer Julija Wolkowa Kristina Chernova                        | _ Team Schwarz | 14:8      | ausgeschieden | ausgeschieden | ausgeschieden                 | ausgeschieden          | 8      |
| _ Team Orange  | Polina Lubenez Wang Meihe Sanne Claessens Saskia Rohregger Isabel Walberg Molly Lukowiak Yoo Seo-young Nadia Sancha Sena Hasegawa Dóra Véghelyi Emma Hofbauer Julija Wolkowa Kristina Chernova                        | _ Team Grün    | 6:8       | ausgeschieden | ausgeschieden | ausgeschieden                 | ausgeschieden          | 8      |
| _ Team Orange  | Polina Lubenez Wang Meihe Sanne Claessens Saskia Rohregger Isabel Walberg Molly Lukowiak Yoo Seo-young Nadia Sancha Sena Hasegawa Dóra Véghelyi Emma Hofbauer Julija Wolkowa Kristina Chernova                        | _ Team Grau    | 2:5       | ausgeschieden | ausgeschieden | ausgeschieden                 | ausgeschieden          | 8      |
| _ Team Rot     | Sonia David Valeria Ansoleaga Kao Wei-ting Nie Xinrui Abby Rowbotham Zoé Mächler Mila Lutteral Barbora Kapičáková Alina Itschajewa Bea Storesund Andrea Trnková Felicity Luby Anita Origlio                           | _ Team Orange  | 6:8       | ausgeschieden | ausgeschieden | ausgeschieden                 | ausgeschieden          | 7      |
| _ Team Rot     | Sonia David Valeria Ansoleaga Kao Wei-ting Nie Xinrui Abby Rowbotham Zoé Mächler Mila Lutteral Barbora Kapičáková Alina Itschajewa Bea Storesund Andrea Trnková Felicity Luby Anita Origlio                           | _ Team Schwarz | 12:9      | ausgeschieden | ausgeschieden | ausgeschieden                 | ausgeschieden          | 7      |
| _ Team Rot     | Sonia David Valeria Ansoleaga Kao Wei-ting Nie Xinrui Abby Rowbotham Zoé Mächler Mila Lutteral Barbora Kapičáková Alina Itschajewa Bea Storesund Andrea Trnková Felicity Luby Anita Origlio                           | _ Team Grün    | 9:8 n. V. | ausgeschieden | ausgeschieden | ausgeschieden                 | ausgeschieden          | 7      |
| _ Team Rot     | Sonia David Valeria Ansoleaga Kao Wei-ting Nie Xinrui Abby Rowbotham Zoé Mächler Mila Lutteral Barbora Kapičáková Alina Itschajewa Bea Storesund Andrea Trnková Felicity Luby Anita Origlio                           | _ Team Grau    | 9:13      | ausgeschieden | ausgeschieden | ausgeschieden                 | ausgeschieden          | 7      |
| _ Team Rot     | Sonia David Valeria Ansoleaga Kao Wei-ting Nie Xinrui Abby Rowbotham Zoé Mächler Mila Lutteral Barbora Kapičáková Alina Itschajewa Bea Storesund Andrea Trnková Felicity Luby Anita Origlio                           | _ Team Braun   | 11:5      | ausgeschieden | ausgeschieden | ausgeschieden                 | ausgeschieden          | 7      |
| _ Team Rot     | Sonia David Valeria Ansoleaga Kao Wei-ting Nie Xinrui Abby Rowbotham Zoé Mächler Mila Lutteral Barbora Kapičáková Alina Itschajewa Bea Storesund Andrea Trnková Felicity Luby Anita Origlio                           | _ Team Gelb    | 15:13     | ausgeschieden | ausgeschieden | ausgeschieden                 | ausgeschieden          | 7      |
| _ Team Rot     | Sonia David Valeria Ansoleaga Kao Wei-ting Nie Xinrui Abby Rowbotham Zoé Mächler Mila Lutteral Barbora Kapičáková Alina Itschajewa Bea Storesund Andrea Trnková Felicity Luby Anita Origlio                           | _ Team Blau    | 18:11     | ausgeschieden | ausgeschieden | ausgeschieden                 | ausgeschieden          | 7      |
| _ Team Schwarz | Angelina Hurschler Courtney Mahoney Zhang Xinyue Chang En-ni Alicja Mota Nikola Janeková Amy Robery Darja Petrowa Kimberly Collard Luca Márton Reina Sato Emilia Kyrkkö Carlotta Regine                               | _ Team Braun   | 11:13     | _ Team Braun  | 11:7          | _ Team Gelb                   | 1:6                    | Silber |
| _ Team Schwarz | Angelina Hurschler Courtney Mahoney Zhang Xinyue Chang En-ni Alicja Mota Nikola Janeková Amy Robery Darja Petrowa Kimberly Collard Luca Márton Reina Sato Emilia Kyrkkö Carlotta Regine                               | _ Team Rot     | 9:12      | _ Team Braun  | 11:7          | _ Team Gelb                   | 1:6                    | Silber |
| _ Team Schwarz | Angelina Hurschler Courtney Mahoney Zhang Xinyue Chang En-ni Alicja Mota Nikola Janeková Amy Robery Darja Petrowa Kimberly Collard Luca Márton Reina Sato Emilia Kyrkkö Carlotta Regine                               | _ Team Blau    | 14:8      | _ Team Braun  | 11:7          | _ Team Gelb                   | 1:6                    | Silber |
| _ Team Schwarz | Angelina Hurschler Courtney Mahoney Zhang Xinyue Chang En-ni Alicja Mota Nikola Janeková Amy Robery Darja Petrowa Kimberly Collard Luca Márton Reina Sato Emilia Kyrkkö Carlotta Regine                               | _ Team Gelb    | 19:7      | _ Team Braun  | 11:7          | _ Team Gelb                   | 1:6                    | Silber |
| _ Team Schwarz | Angelina Hurschler Courtney Mahoney Zhang Xinyue Chang En-ni Alicja Mota Nikola Janeková Amy Robery Darja Petrowa Kimberly Collard Luca Márton Reina Sato Emilia Kyrkkö Carlotta Regine                               | _ Team Orange  | 8:14      | _ Team Braun  | 11:7          | _ Team Gelb                   | 1:6                    | Silber |
| _ Team Schwarz | Angelina Hurschler Courtney Mahoney Zhang Xinyue Chang En-ni Alicja Mota Nikola Janeková Amy Robery Darja Petrowa Kimberly Collard Luca Márton Reina Sato Emilia Kyrkkö Carlotta Regine                               | _ Team Grau    | 16:8      | _ Team Braun  | 11:7          | _ Team Gelb                   | 1:6                    | Silber |
| _ Team Schwarz | Angelina Hurschler Courtney Mahoney Zhang Xinyue Chang En-ni Alicja Mota Nikola Janeková Amy Robery Darja Petrowa Kimberly Collard Luca Márton Reina Sato Emilia Kyrkkö Carlotta Regine                               | _ Team Grün    | 6:4       | _ Team Braun  | 11:7          | _ Team Gelb                   | 1:6                    | Silber |

### Eiskunstlauf
| Athleten                 | Wettbewerbe | Kurzprogramm | Kurzprogramm | Kür    | Kür  | Gesamt | Gesamt |
| Athleten                 | Wettbewerbe | Punkte       | Rang         | Punkte | Rang | Punkte | Rang   |
| ------------------------ | ----------- | ------------ | ------------ | ------ | ---- | ------ | ------ |
| Jungen                   |             |              |              |        |      |        |        |
| Chen Yudong              | Einzel      | 57,31        | 10           | 127,29 | 6    | 184,60 | 6      |
| Mixed                    |             |              |              |        |      |        |        |
| Huang Yihang Wang Yuchen | Paarlauf    | 46,96        | 6            | 94,65  | 5    | 141,61 | 5      |

| Athleten                                                                                             | Wettbewerb     | Jungen Einzel | Jungen Einzel | Mädchen Einzel | Mädchen Einzel | Paarlauf | Paarlauf | Eistanz | Eistanz  | Gesamt   | Gesamt |
| Athleten                                                                                             | Wettbewerb     | Punkte        | Teampkt.      | Punkte         | Teampkt.       | Punkte   | Teampkt. | Punkte  | Teampkt. | Teampkt. | Rang   |
| --- | -------------- | ------------- | ------------- | -------------- | -------------- | -------- | -------- | ------- | -------- | -------- | ------ |
| Mixed                                                                                                |                |               |               |                |                |          |          |         |          |          |        |
| Team Future Matteo Nalbone Anna Frolowa Wang Yuchen / Huang Yihang Anna Tschernjawska / Oleg Muratow | Teamwettbewerb | 73,89         | 1             | 126,00         | 7              | 91,35    | 4        | 80,86   | 3        | 15       | 7      |

### Eisschnelllauf
| Athleten                                                                 | Wettbewerbe | Zeit        | Rang   |
| ------------------------------------------------------------------------ | ----------- | ----------- | ------ |
| Jungen                                                                   |             |             |        |
| Sun Jiazhao                                                              | 500 m       | 38,11 s     | 10     |
| Sun Jiazhao                                                              | 1500 m      | 1:58,10 min | 9      |
| Xue Zhiwen                                                               | 500 m       | 36,67 s     | Bronze |
| Xue Zhiwen                                                               | 1500 m      | 2:07,44 min | 29     |
| Mädchen                                                                  |             |             |        |
| Wang Jingyi                                                              | 500 m       | 41,07 s     | Silber |
| Wang Jingyi                                                              | 1500 m      | DSQ         | DSQ    |
| Yang Binyu                                                               | 500 m       | 41,25 s     | 4      |
| Yang Binyu                                                               | 1500 m      | 2:10,93 min | Bronze |
| Mixed                                                                    |             |             |        |
| Team 2 Zuzana Kuršová Wang Jingyi Manuel Zähringer Andrej Herman         | Teamsprint  | 2:09,32 min | 11     |
| Team 4 Carla Álvarez Yang Binyu Filip Hawryłak Nuraly Aqschol            | Teamsprint  | 2:10,67 min | 13     |
| Team 8 Darja Gawrilowa Victoria Stirnemann Flavio Gross Sun Jiazhao      | Teamsprint  | 2:07,71 min | 8      |
| Team 13 Karyna Schypulja Alina Dauranova Xue Zhiwen Diego Amaya Martínez | Teamsprint  | DSQ         | DSQ    |

| Athleten    | Wettbewerbe | Halbfinale | Halbfinale  | Halbfinale | Finale        | Finale        | Finale        | Rang          |
| Athleten    | Wettbewerbe | Punkte     | Zeit        | Rang       | Punkte        | Zeit          | Rang          | Rang          |
| ----------- | ----------- | ---------- | ----------- | ---------- | ------------- | ------------- | ------------- | ------------- |
| Jungen      |             |            |             |            |               |               |               |               |
| Sun Jiazhao | Massenstart | 22         | 5:54,02 min | 2          | 4             | 6:30,75 min   | 5             | 5             |
| Xue Zhiwen  | Massenstart | 0          | 6:43,49 min | 15         | ausgeschieden | ausgeschieden | ausgeschieden | ausgeschieden |
| Mädchen     |             |            |             |            |               |               |               |               |
| Wang Jingyi | Massenstart | 10         | 6:50,56 min | 3          | DNF           | DNF           | 16            | 16            |
| Yang Binyu  | Massenstart | 30         | 6:13,67 min | 1          | 30            | 6:50,68 min   | 1             | Gold          |

### Freestyle-Skiing
| Athleten     | Wettbewerbe | Qualifikation | Qualifikation | Finale        | Finale        | Rang   |
| Athleten     | Wettbewerbe | Punkte        | Rang          | Punkte        | Rang          | Rang   |
| ------------ | ----------- | ------------- | ------------- | ------------- | ------------- | ------ |
| Jungen       |             |               |               |               |               |        |
| Li Songsheng | Halfpipe    | 61,66         | 6             | 64,33         | 9             | 9      |
| Sun Jingbo   | Halfpipe    | 68,66         | 5             | 69,66         | 6             | 6      |
| Mädchen      |             |               |               |               |               |        |
| Eileen Gu    | Big Air     | 91,33         | 1             | 171,25        | 1             | Gold   |
| Eileen Gu    | Halfpipe    | 90,00         | 1             | 93,00         | 1             | Gold   |
| Eileen Gu    | Slopestyle  | 83,25         | 2             | 93,25         | 2             | Silber |
| Yang Shuorui | Big Air     | 67,66         | 6             | 137,25        | 4             | 4      |
| Yang Shuorui | Slopestyle  | 10,75         | 17            | ausgeschieden | ausgeschieden | 17     |
| Li Fanghui   | Halfpipe    | 84,66         | 2             | 85,66         | 2             | Silber |
| Wu Meng      | Halfpipe    | 76,66         | 4             | 75,33         | 4             | 4      |

| Athleten    | Wettbewerbe | Vorrunde | Halbfinale    | Finale        | Rang |
| Athleten    | Wettbewerbe | Rang     | Rang          | Rang          | Rang |
| ----------- | ----------- | -------- | ------------- | ------------- | ---- |
| Jungen      |             |          |               |               |      |
| Hou Haoyi   | Skicross    | 12       | ausgeschieden | ausgeschieden | 23   |
| Qiu Xiyang  | Skicross    | 11       | ausgeschieden | ausgeschieden | 21   |
| Mädchen     |             |          |               |               |      |
| Ran Hongyun | Skicross    | 10       | ausgeschieden | ausgeschieden | 19   |
| Su Yue      | Skicross    | 12       | ausgeschieden | ausgeschieden | 23   |

### Rennrodeln
| Athlet                                               | Wettbewerb  | Lauf 1   | Lauf 1 | Lauf 2   | Lauf 2 | Gesamt       | Gesamt |
| Athlet                                               | Wettbewerb  | Zeit     | Rang   | Zeit     | Rang   | Zeit         | Rang   |
| ---------------------------------------------------- | ----------- | -------- | ------ | -------- | ------ | ------------ | ------ |
| Jungen                                               |             |          |        |          |        |              |        |
| Bao Zhenyu                                           | Einsitzer   | 55,239 s | 11     | 55,666 s | 14     | 1:50,905 min | 14     |
| Mixed                                                |             |          |        |          |        |              |        |
| Ema Kovačič Bao Zhenyu Lovro Kovačič / Tian Badžukov | Teamstaffel | –        | –      | –        | –      | DNS          | DNS    |

### Shorttrack
| Athlet                                                                      | Wettbewerb  | Vorlauf      | Vorlauf | Viertelfinale | Viertelfinale | Halbfinale    | Halbfinale    | Finale                 | Finale        | Rang   |
| Athlet                                                                      | Wettbewerb  | Zeit         | Rang    | Zeit          | Rang          | Zeit          | Rang          | Zeit                   | Rang          | Rang   |
| --------------------------------------------------------------------------- | ----------- | ------------ | ------- | ------------- | ------------- | ------------- | ------------- | ---------------------- | ------------- | ------ |
| Jungen                                                                      |             |              |         |               |               |               |               |                        |               |        |
| Li Kongchao                                                                 | 500 m       | 41,722 s     | 1       | 41,524 s      | 2             | 41,639 s      | 4             | B-Finale: 42,419 s     | 3             | 7      |
| Li Kongchao                                                                 | 1000 m      | 1:27,261 min | 1       | 1:31,134 min  | 1             | 1:31,705 min  | 1             | 1:33,851 min           | 3             | Bronze |
| Zhang Tianyi                                                                | 500 m       | 41,263 s     | 1       | 40,614 s      | 1             | 40,908 s      | 1             | 48,570 s               | 3             | Bronze |
| Zhang Tianyi                                                                | 1000 m      | 1:27,261 min | 1       | 1:34,762 min  | 3             | ausgeschieden | ausgeschieden | ausgeschieden          | ausgeschieden | 9      |
| Mädchen                                                                     |             |              |         |               |               |               |               |                        |               |        |
| Zhang Chutong                                                               | 500 m       | 44,412 s     | 1       | 44,232 s      | 1             | 43,970 s      | 1             | PEN                    | PEN           | PEN    |
| Zhang Chutong                                                               | 1000 m      | 1:38,561 min | 1       | 1:35,105 min  | 2             | DNF           | 4             | 1:33,580 min           | 6             | 6      |
| Mixed                                                                       |             |              |         |               |               |               |               |                        |               |        |
| Team D Michelle Velzeboer Jenell Berhorst Zhang Tianyi Sanschar Schengissow | Teamstaffel | –            | –       | –             | –             | 4:13,578 min  | 3             | PEN                    | PEN           | PEN    |
| Team E Haruna Nagamori Petra Rusnáková Li Kongchao Julian Macaraeg          | Teamstaffel | –            | –       | –             | –             | 4:22,054 min  | 4             | PEN                    | PEN           | PEN    |
| Team H Zhang Chutong Hailey Choi Lee Jeong-min Natthapat Kancharin          | Teamstaffel | –            | –       | –             | –             | 4:31,666 min  | 4             | B-Finale: 4:15,234 min | 2             | 5      |

### Skeleton
| Athlet   | Lauf 1      | Lauf 1 | Lauf 2      | Lauf 2 | Gesamt      | Gesamt |
| Athlet   | Zeit        | Rang   | Zeit        | Rang   | Zeit        | Rang   |
| -------- | ----------- | ------ | ----------- | ------ | ----------- | ------ |
| Mädchen  |             |        |             |        |             |        |
| Zhao Dan | 1:12,27 min | 7      | 1:12,06 min | 7      | 2:24,33 min | 7      |

### Ski Alpin
| Athleten      | Wettbewerbe  | 1. Lauf     | 1. Lauf | 2. Lauf     | 2. Lauf | Gesamt      | Gesamt |
| Athleten      | Wettbewerbe  | Zeit        | Rang    | Zeit        | Rang    | Zeit        | Rang   |
| ------------- | ------------ | ----------- | ------- | ----------- | ------- | ----------- | ------ |
| Jungen        |              |             |         |             |         |             |        |
| Yi Xiaoyang   | Riesenslalom | 1:13,80 min | 47      | 1:13,64 min | 43      | 2:27,44 min | 43     |
| Yi Xiaoyang   | Slalom       | DNF         | DNF     | DNF         | DNF     | DNF         | DNF    |
| Mädchen       |              |             |         |             |         |             |        |
| Wang Shengjie | Riesenslalom | 1:25,66 min | 51      | 1:21,33 min | 34      | 2:46,89 min | 34     |

### Skibergsteigen
| Athleten                                                | Wettbewerbe | Qualifikation | Qualifikation | Viertelfinale | Viertelfinale | Halbfinale    | Halbfinale    | Finale        | Finale        | Rang |
| Athleten                                                | Wettbewerbe | Zeit          | Rang          | Zeit          | Rang          | Zeit          | Rang          | Zeit          | Rang          | Rang |
| ------------------------------------------------------- | ----------- | ------------- | ------------- | ------------- | ------------- | ------------- | ------------- | ------------- | ------------- | ---- |
| Jungen                                                  |             |               |               |               |               |               |               |               |               |      |
| Liang Qifan                                             | Einzel      | –             | –             | –             | –             | –             | –             | 56:35,07 min  | 15            | 15   |
| Liang Qifan                                             | Sprint      | 3:16,69 min   | 20            | 2:54,08 min   | 4             | ausgeschieden | ausgeschieden | ausgeschieden | ausgeschieden | 16   |
| Mädchen                                                 |             |               |               |               |               |               |               |               |               |      |
| Suolang Quzhen                                          | Einzel      | –             | –             | –             | –             | –             | –             | 1:02:08,99 h  | 4             | 4    |
| Suolang Quzhen                                          | Sprint      | 3:46,82 min   | 7             | 3:31,21 min   | 1             | 3:28,88 min   | 3             | 3:33,00 min   | 4             | 4    |
| Yu Jingxuan                                             | Einzel      | –             | –             | –             | –             | –             | –             | 1:12:16,75 h  | 16            | 16   |
| Yu Jingxuan                                             | Sprint      | 3:46,90 min   | 8             | 3:34,99 min   | 3             | 3:44,43 min   | 5             | ausgeschieden | ausgeschieden | 10   |
| Mixed                                                   |             |               |               |               |               |               |               |               |               |      |
| Welt 2 Suolang Quzhen Liang Qifan Yu Jingxuan Oriol Olm | Staffel     | –             | –             | –             | –             | –             | –             | 39:20 min     | 7             | 7    |

### Skilanglauf
| Athleten       | Wettbewerbe     | Qualifikation | Qualifikation | Viertelfinale | Viertelfinale | Halbfinale    | Halbfinale    | Finale        | Finale        | Rang |
| Athleten       | Wettbewerbe     | Zeit          | Rang          | Zeit          | Rang          | Zeit          | Rang          | Zeit          | Rang          | Rang |
| -------------- | --------------- | ------------- | ------------- | ------------- | ------------- | ------------- | ------------- | ------------- | ------------- | ---- |
| Jungen         |                 |               |               |               |               |               |               |               |               |      |
| Gu Cang        | Sprint Freistil | 3:40,30 min   | 57            | ausgeschieden | ausgeschieden | ausgeschieden | ausgeschieden | ausgeschieden | ausgeschieden | 57   |
| Gu Cang        | Langlauf-Cross  | 4:57,93 min   | 59            | –             | –             | ausgeschieden | ausgeschieden | ausgeschieden | ausgeschieden | 59   |
| Zhang Chenghao | 10 km klassisch | –             | –             | –             | –             | –             | –             | 29:15,5 min   | 31            | 31   |
| Zhang Chenghao | Sprint Freistil | 3:31,41 min   | 41            | ausgeschieden | ausgeschieden | ausgeschieden | ausgeschieden | ausgeschieden | ausgeschieden | 41   |
| Zhang Chenghao | Langlauf-Cross  | 4:43,05 min   | 46            | –             | –             | ausgeschieden | ausgeschieden | ausgeschieden | ausgeschieden | 46   |
| Mädchen        |                 |               |               |               |               |               |               |               |               |      |
| Dong Zhaohui   | 5 km klassisch  | –             | –             | –             | –             | –             | –             | 16:50,2 min   | 48            | 48   |
| Dong Zhaohui   | Sprint Freistil | 3:03,97 min   | 43            | ausgeschieden | ausgeschieden | ausgeschieden | ausgeschieden | ausgeschieden | ausgeschieden | 43   |
| Dong Zhaohui   | Langlauf-Cross  | 5:56,93 min   | 55            | –             | –             | ausgeschieden | ausgeschieden | ausgeschieden | ausgeschieden | 55   |
| Yang Lianhong  | 5 km klassisch  | –             | –             | –             | –             | –             | –             | 16:48,9 min   | 45            | 45   |
| Yang Lianhong  | Sprint Freistil | 3:02,36 min   | 39            | ausgeschieden | ausgeschieden | ausgeschieden | ausgeschieden | ausgeschieden | ausgeschieden | 39   |
| Yang Lianhong  | Langlauf-Cross  | 5:32,83 min   | 39            | –             | –             | ausgeschieden | ausgeschieden | ausgeschieden | ausgeschieden | 39   |

### Skispringen
| Athleten    | Wettbewerb    | 1. Durchgang | 1. Durchgang | 1. Durchgang | 2. Durchgang | 2. Durchgang | 2. Durchgang | Gesamt | Gesamt |
| Athleten    | Wettbewerb    | Weite        | Punkte       | Rang         | Weite        | Punkte       | Rang         | Punkte | Rang   |
| ----------- | ------------- | ------------ | ------------ | ------------ | ------------ | ------------ | ------------ | ------ | ------ |
| Mädchen     |               |              |              |              |              |              |              |        |        |
| Zhou Fangyu | Normalschanze | 77,0 m       | 102,7        | 8            | 81,0 m       | 81,1         | 15           | 183,8  | 10     |

### Snowboard
| Athleten     | Wettbewerbe | Qualifikation | Qualifikation | Finale        | Finale        | Rang |
| Athleten     | Wettbewerbe | Punkte        | Rang          | Punkte        | Rang          | Rang |
| ------------ | ----------- | ------------- | ------------- | ------------- | ------------- | ---- |
| Jungen       |             |               |               |               |               |      |
| Wang Xin     | Halfpipe    | 74,33         | 7             | 73,00         | 7             | 7    |
| Mädchen      |             |               |               |               |               |      |
| Guo Junyan   | Big Air     | 12,00         | 21            | ausgeschieden | ausgeschieden | 21   |
| Guo Junyan   | Slopestyle  | 7,75          | 21            | ausgeschieden | ausgeschieden | 21   |
| Jia Yanru    | Halfpipe    | 62,66         | 6             | 15,00         | 8             | 8    |
| Wang Jianjie | Halfpipe    | 72,33         | 5             | 73,00         | 5             | 5    |

| Athleten                                                   | Wettbewerbe                        | Vorrunde | Viertelfinale | Halbfinale    | Finale        | Rang |
| Athleten                                                   | Wettbewerbe                        | Rang     | Rang          | Rang          | Rang          | Rang |
| ---------------------------------------------------------- | ---------------------------------- | -------- | ------------- | ------------- | ------------- | ---- |
| Jungen                                                     |                                    |          |               |               |               |      |
| Gao Dali                                                   | Snowboardcross                     | 8        | –             | ausgeschieden | ausgeschieden | 16   |
| Mädchen                                                    |                                    |          |               |               |               |      |
| Chái Xīn                                                   | Snowboardcross                     | 8        | –             | ausgeschieden | ausgeschieden | 16   |
| Nima Yongqing                                              | Snowboardcross                     | 12       | –             | ausgeschieden | ausgeschieden | 24   |
| Mixed                                                      |                                    |          |               |               |               |      |
| Mixed Team 8 Nima Yongqing Su Yue Wladi Kamburow Hou Haoyi | Ski-/Snowboardcross Teamwettbewerb | 4        | ausgeschieden | ausgeschieden | ausgeschieden | 19   |